# نظرية الأوتار

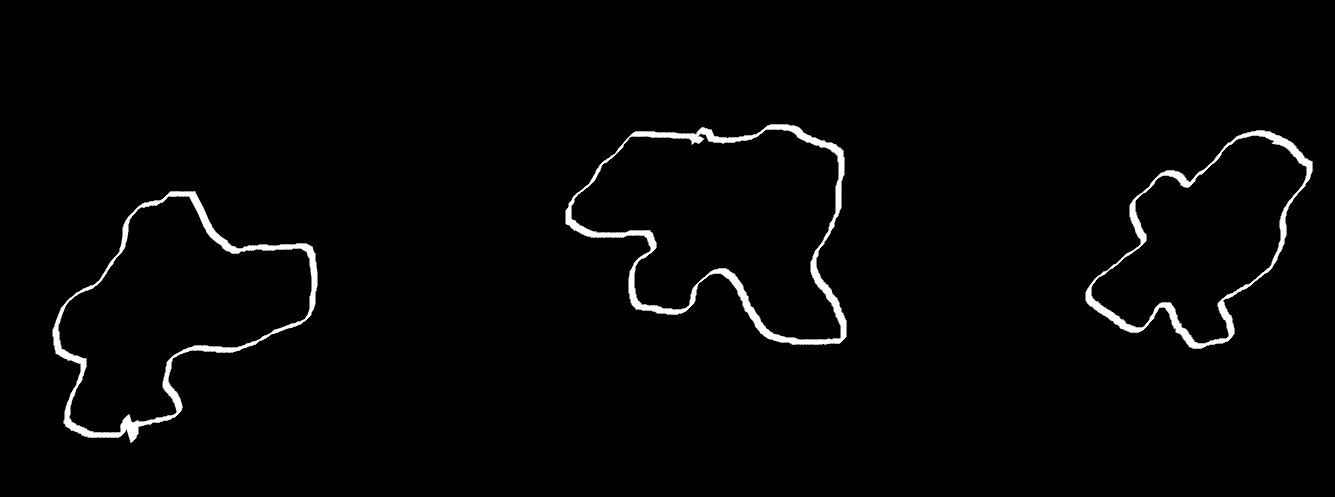
صورة افتراضية لشكل ثلاثة أوتار

نظرية الأوتار أو النظرية الخيطية (بالإنجليزية: String Theory) هي مجموعة من الأفكار الحديثة حول تركيب الكون تستند إلى معادلات رياضية معقدة. تنص هذه المجموعة من الأفكار على أن الفرميونات مكونة من أوتار حلقية مفتوحة وأخرى مغلقة متناهية في الصغر لا سمك لها، وهي مليئة بالطاقة تجعلها في حالة من عدم الاستقرار الدائم وفق تواترات مختلفة وإن هذه الأوتار تتذبذب وتتحدد وفقها طبيعة وخصائص الجسيمات الأكبر منها مثل الكواركات والإلكترونات. أهم نقطة في هذه النظرية أنها تأخذ في الحسبان كافة قوى الطبيعة: الجاذبية والكهرومغناطيسية والقوى النووية، فتوحدها في قوة واحدة ونظرية واحدة، تسمى النظرية الفائقة (بالإنجليزية: M-Theory)
تهدف النظرية إلى وصف المادة على أنها حالات اهتزاز مختلفة لوتر أساسي وتحاول هذه النظرية الجمع بين ميكانيكا الكم (بالإنجليزية: Quantum Mechanics)، التي تفسر القوى الأساسية المؤثرة في عالم الصغائر (القوة النووية الضعيفة، القوة الكهرومغناطيسية، القوة النووية القوية) وبين النظرية النسبية العامة التي تقيس قوة الجاذبية في عالم الكبائر ضمن نظرية واحدة والتي تقول بإن الكون هو عالم ذو عشرة أو أحد عشر بُعدًا، على خلاف الأبعاد الأربعة المحسوسة، وأن هنالك 6 أو 7 أبعاد أخرى، إضافةً لأبعاد العالم الثلاثة مع الزمن، غير محسوسة ومنطوية على نفسها. أما هذه النظرية الجديدة فتعتقد بأن الكون مكون من 26 بعداً، اُختزلت فيما بعد إلى عشرة أبعاد. ولتوضيح هذه الفكرة يستعمل البعض مثال خرطوم رش الماء، فعندما ينظر المرء للخرطوم من بعيد لا يرى سوى خط متعرج. لكنك بفحصه عن كثب يلاحظ أنه عبارة عن جسم ثلاثي الأبعاد، حيث أن الأبعاد الجديدة ملتفة على نفسها في جزء صغير جدا.
استنادًا إلى نظرية الأوتار الفائقة فإن الكون ليس وحيدًا، وإنما هنالك أكوان عديدة متصلة ببعضها البعض، ويرى العلماء أن هذه الأكوان متداخلة ولكل كون قوانينه الخاصة به، بمعنى أن الحيز الواحد في العالم قد يكون مشغولاً بأكثر من جسم ولكن من عوالم مختلفة، وبحسب هذه النظرية فإن الكون ما هو إلا سيمفونية أوتار فائقة متذبذبة، فالكون عزف موسيقي ليس إلا، ومن الممكن معرفة الكون ومما يتكوّن من خلال معرفة الأوتار ونغماتها، فالكون يتصرف على نمط العزف على الأوتار.

## نظرة عامة
يقول العالم الفيزيائي الأمريكي «آلان غوث»، بما أن الكون ولد من العدم وبما أن العدم يمتد إلى مساحات لا متناهية، إذاً من المتوقع نشوء أكوان لامتناهية في أجزاء مختلفة من العدم. [بحاجة لمصدر] أما العالم الكوزمولوجي والفيزيائي الأمريكي «مارتين ريز» فيقول: 
| نظرية الأوتار | بما أنه توجد عوالم مختلفة وعديدة، إذاً من المتوقع وجود عالم كعالمنا. فإذا دخلنا إلى متجر لبيع الثياب حيث توجد ثياب بمقاييس مختلفة وعديدة فليس من المستغرب حينئذٍ أن نجد ثوباً بمقاسنا. لذا ليس من المستغرب وجود عالَم كعالمنا لأنه توجد عوالم عدة ومختلفة. | نظرية الأوتار |

[بحاجة لمصدر]

مستوى التكبير : 1- المستوى العياني، 2- المستوى الجزيئي، 3- المستوى الذري، 4- المستوى النووي ثم 5- مستوى الأوتار.

كما هو معروف، فإن النواة مشحونة إيجابيًا وهي لذلك تتدافع إن تركت لشأنها بفعل القوة الكهربائية ممزقةً عرى النواة وهنا تتدخل القوة الشديدة للتغلب على القوى المذكورة وتقريب البروتونات إلى بعضها محاولة لم شمل النواة ولتخلق نوعاً من التوازن الدقيق بينها وبين القوة الكهربائية التنافرية، التي تسعى إلى تفجير النواة، وهذا ما يُعرف بالقوة النووية الشديدة المسؤولة عن ارتباط النيوترونات بالپروتونات في داخل نواة الذرة. عندما يطلق العنان للقوة النووية الشديدة تنشأ نتائج كارثية، فمثلا عندما تشطر نواة اليورانيوم عن عمد في القنبلة الذرية تتحرر الكميات الهائلة من الطاقة المحبوسة داخل النواة في شكل انفجار نووي مروع. حيث تطلق القنبلة النووية مليون ضعف من الطاقة التي يعطيها الديناميت ويؤكد ذلك بشكل جلي حقيقة أن بإمكان القوة الشديدة توليد طاقة تتعدى طاقة المتفجرات الكيميائية التي تحكمها القوة الكهرومغناطيسية. تفسر القوة الشديدة أيضًا سبب إضاءة النجوم بأن النجم ليس إلا فرن نووي ضخم تتحرر فيه القوة الشديدة سجينة النواة. ولو أن طاقة الشمس كانت ناجمه عن حرق الفحم بدلاً من الوقود النووي لما أطلقت الشمس إلا جزءًا ضئيلاً من ضوئها ولخبت بسرعة متحولة إلى رماد. وبدون الشمس تبرد الأرض وتنقرض كل أشكال الحياة عليها وبدون القوة الشديدة لا يمكن أن توجد الشمس وبالتالي لا يمكن أن تنشأ الحياة وترتقي.
أما القوة التي تتحكم بتحلل الجسيمات الأولية داخل الذرة والمسؤولة عن نشاط الذرات الثقيلة غير مستقرة الإشعاع، فتعرف بالقوة النووية الضعيفة. إن لبعض النوى، كنواة اليورانيوم التي تضم 92 بروتون، كتلاً هائلة تؤدي إلى تحللها تلقائيًا وإطلاق شظايا وبقايا صغيرة فيما يُعرف بالنشاط الإشعاعي. النوى في هذه العناصر هي ببساطة نوى غير مستقرة وتجنح إلى التحلل، لذا لابد من تواجد قوة أخرى ضعيفة لتتحكم بالنشاط الإشعاعي وتكون مسؤولة عن تحلل النوى الثقيلة. هذه هي القوة الضعيفة التي تتسم بسرعة الزوال والتلاشي إلى حد أنه لا يمكن تحسسها مباشرة في الحياة اليومية لكن يمكن الشعور بآثارها غير المباشرة. فعندما يوضع عداد غايغر بالقرب من قطعة اليورانيوم يتناهى إلى السمع الطقطقة التي تقيس النشاط الإشعاعي للنوى الناجم عن فعل القوة الضعيفة. ويمكن أن تستخدم الطاقة المتحررة من قبل القوة الضعيفة لتوليد الحرارة أيضًا، فمثلا إن الحرارة الشديدة الموجودة في باطن الأرض قد نجمت جزئيًا عن تحلل العناصر المشعة في عمق نواة الأرض، وتتفجر هذه الحرارة الهائلة بدورها في هيئة براكين إن وصلت سطح الأرض. وبالمثل فإن الحرارة التي تنتج في نواة مفاعل نووي والتي تستطيع توليد طاقة كهربائية تكفي لإنارة مدينة كاملة تعزى أيضا إلى أثر القوة الضعيفة.
كان هناك نواقص في نظام نيوتن لتفسير قوة الجاذبية. أحدها أن النظام كان يقول بأن قوة الجاذبية لحظية، أي كأن هنالك حبل يربط الأرض بالشمس فلا تحتاج قوة الجاذبية إلى مدة للانتقال، وأن الجاذبية تعمل فقط على المدى الضخم كالكواكب والنجوم والمجرات وتصبح هذه القوة معدومة في الجزيئات الصغيرة وداخل الذرات. وأنه على الرغم من أن الجاذبية تبدو هي القوة الأكثر وضوحًا إلا أنها تعتبر شديدة الضعف مقارنةً بالقوى الأخرى فعلى سبيل المثال يمكن للًمرء باستخدام المغناطيس أن يرفع مسمارا من على سطح الأرض، يُلاحظ هنا أن المغناطيس الضئيل الحجم هذا قد تغلب على الجاذبية الناتجة من هذا الكوكب الضخم. لكن ألبرت أينشتاين رأى خلاف ذلك، حيث قال أن سرعة الضوء هي السرعة القصوى في هذا الكون، فلا يمكن للجاذبية بأن تكون أسرع من الضوء، وبهذا كان قد قام بتفسير أدق لهذه الجاذبية، وذلك بأن اعتبر أن الكتلة تصنع انحناء في الزمكان ويتسبب هذا في تدحرج (انجذاب) الأجسام الأخرى إلى الكتلة على هذا المنحدر، فكان هذا الاكتشاف مدخل إلى فكرة توحيد القوى في هذا العالم تحت قوة واحدة تحكم هذا الكون.
وترى هذه النظرية أن المادة متكونة من أوتار أو حلقات مفتوحة وأن نهاية الحلقة تلتصق بغشاء أو فضاء يسمى بران (غشاء)، إلا أن الحلقات الغير ملتصقة بالبراين كالجسيم النظري «جرافيترون» التي يعتقد أنها الحامل لقوة الجاذبية فإنها يمكنها الابتعاد عن البران لتذهب إلى بران أخرى.

## توضيح النظرية

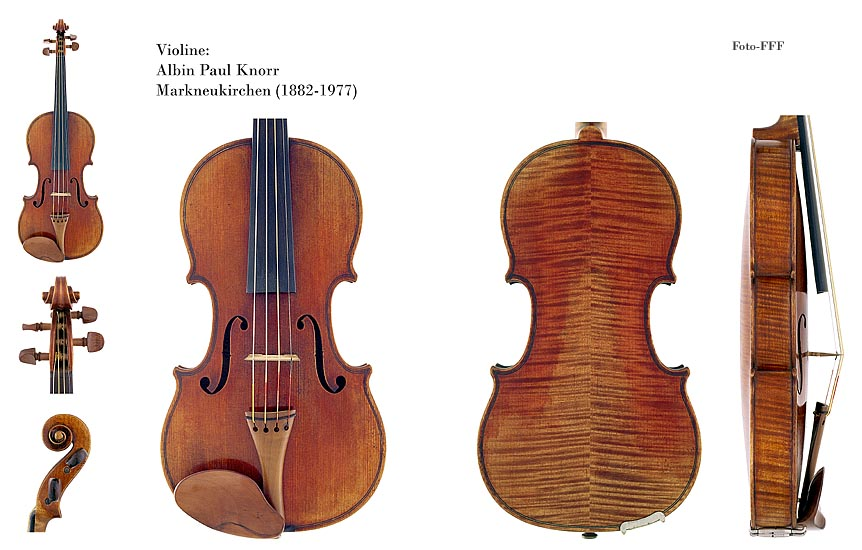
صورة توضيحية لكمان، تظهر فيها أوتارها.

إن توضيح فكرة نظرية الأوتار الفائقة يمكن أن يتم عن طريق المقارنة مع أوتار العود أو الكمان أو الغيتار، فالعازف ينظم إيقاع الوتر والصوت بواسطة شد أو رخي الوتر الواحد بواسطة المفتاح الذي يرخي أو يشد الوتر وهذا ما يجعل بالإمكان الحصول على نغمات مختلفة بشد أو إرخاء وتر معين، وبالمقابل فإن الذرات في المادة بدءًا من جسد الكائنات الحية وانتهاءً بالنجوم البعيدة تتكون من أوتار دقيقة مهتزة وبحسب هذه النظرية فإن الكون ما هو إلا سيمفونية أوتار فائقة متذبذبة فالكون عزف موسيقي ليس إلا، ومن الممكن معرفة الكون ومما يتكوّن من خلال معرفة الأوتار ونغماتها.
إن الفرق بين وتر الآلة الموسيقية والوتر في نظرية الأوتار الفائقة هو أن الأوتار في الأخيرة عائمة في الفضاء وغير مربوطة كما هو الحال في الأوتار المربوطة بالآلات الموسيقية وبالرغم من حالة الحرية هذه فإن هناك توتر أو ضغط على هذه الأوتار ومقدار هذا التوتر يمكن الإشارة إليها بالمعادلة: 1/(2 p a')، حيث تشير a إلى مربع طول الوتر الذي هو عبارة عن مقدار صغير جدًا يصل إلى 10^-13 سنتيمتراً أي أصغر بمقدار مئة مليار مليار مرة من نواة الذرة، و p إلى طول بلانك الذي هو عبارة عن كمية صغيرة لدرجة فائقة من السلم النووي، أصغر بحوالي 10^20 مرة. وللتعبير عن ذلك هنالك طريقة تقول بأن نسبة سلم بلانك على مقاس الذرة كنسبة هذا إلى مقاس المنظومة الشمسية. وهذه الأوتار على نوعين إما وتر مغلق يمكن أن يتحول إلى وتر مفتوح، أو وتر مغلق لا يمكن أن يتحول إلى وتر مفتوح. ويمكن القول هنا إن الفرميونات هي جسيمات المادة والبوزونات جسيمات تنقل القوى بين جسيمات المادة.
هناك نظريتان، نظرية النسبية العامة لألبرت أينشتاين التي تفسر قوة الجاذبية في عالم الكبائر وهي تمنح الإطار النظري لفهم العالم في أبعاده الكبرى: النجوم والمجرات وتجمعات المجرات، وحتى ما وراء المدى البعيد للكون نفسه، والنظرية الأخرى هي ميكانيكا الكم التي تفسر القوى الأساسية المؤثرة في عالم الصغائر (القوة النووية الضعيفة، القوة الكهرمغنطيسية، والقوة النووية القوية)، وهي التي تفسر الإطار النظري لفهم العالم في أصغر أبعاده: الجزئيات والذرات وحتى الدقائق ما دون الذرة مثل الإلكترونات والكواركات. وبالرغم من أن النظريتين متكاملتان كل على حدى إلا أن الجمع بينهما يؤدي إلى نتائج كارثية في فهم الكون من أصغر الأجزاء إلى أكبرها حيث أن نظرية النسبية العامة ونظرية ميكانيكا الكم، إحداهما تنفي الأخرى بحيث لا بد من أن تكون واحدة منهما فقط على صواب وهكذا فإن النظريتين اللتين تشكلان أساس التقدم الهائل في الفيزياء خلال المائة عام الماضية غير متوافقتين. وقد ثار تساؤل البعض عن غرض جمع النظريتين من الأساس، وكان الجواب التقليدي هو: «تصور العيش في مدينة يسودها نظامان مختلفان من أنظمة السير والمرور فهذا يؤدي إلى فوضى كارثية، والدمج بين النظريتين هي الطريقة الوحيدة لفهم منشأ الكون وما حصل عند الانفجار العظيم، حيث أن هذا الكون العملاق نشأ من جسم صغير كروي مفلطح في أجزاء منه، تشبه قشرة الجوز في حجمها وشكلها».
استنادًا إلى نظرية الأوتار الفائقة، فإن الأفكار التي كانت تعتبر محض خيال مثل الانتقال عبر الزمن والانتقال من مكان إلى آخر هائل البعد في لحظات يمكن اعتبارها غير مستحيلة. ولتوضيح هذه الفكرة يقول العلماء: «تصور أن الكون هو عبارة عن المدينة التي تعيش فيها، ففي هذه المدينة إذا أردت الانتقال من منزلك إلى مكان عملك فإنك تحتاج إلى واسطة نقل ووقت للوصول إلى مكان العمل، لكن حاول للحظة أن تنسى المفهوم التقليدي الخطي المسطح للكون أو المدينة وتصور ان المدينة تحتوي على طيات بحيث يكون مكان عملك فوق منزلك بدلا من كونه يقع على بعد عدة كيلومترات وأن هنالك نفقاً أو جسراً يوصلك بسرعة إلى مكان عملك ولنطلق تسمية ثقب دودي على هذه الأنفاق، كانت هذه فكرة ألبرت أينشتاين».
طرح ألبرت أينشتاين فكرته الجريئة في إضافة بعد الزمن إلى الأبعاد الثلاثة المعروفة لإنتاج نسيج واحد زمكاني أشبه بشبكة الصيادين وعلى هذا النسيج كانت الكواكب والنجوم والشمس وكل منها يحدث تقعرًا حسب ثقله. فعلى سبيل المثال، التقعر الذي تحدثه الشمس في هذا النسيج أكبر من التقعر الذي تحدثه الأرض مما يؤدي إلى دوران الأرض حول الشمس في أطراف التقعر الذي أحدثته الشمس على نسيج الكون. كانت هذه ثورة على مفهوم الجاذبية القديمة لنيوتن وسميت هذه النظرية بنظرية النسبية العامة. لكن أينشتاين كان يحلم أيضًا بتوحيد قوة الجاذبية مع القوة الكهرومغناطيسية وكان معجبًا جدًا بما حققه جيمس ماكسويل من توحيد للقوتين الكهربائية والمغناطيسية، وكان حلم أينشتاين أن يتمكن من توحيد فكرته الجديدة عن قوة الجاذبية مع القوة الكهرومغناطيسية في شكل معادلة رياضية الهدف منها التقرب أكثر من فهم الكون.
وخلال عقد العشرينات من القرن العشرين، تمكنت مجموعة من العلماء، على رأسهم نيلز بور، من اختطاف الأضواء من أينشتاين. كان هؤلاء العلماء، على العكس من أينشتاين مهتمين بالأجزاء الصغيرة من الكون مثل الذرة والإلكترونات والبروتونات. ولعجز نظرية الجاذبية التي طرحها أينشتاين بتفسير التجاذب بين الكواكب العملاقة عن تفسير هذا العالم الصغير غير المرئي في الذرة الواحدة، وضعت نظرية حاصة بذلك أطلق عليها ميكانيكا الكم. لم يكن هنالك أي دور للتنظيم والحتمية في هذه النظرية وإنما كان كل شيء عبارة عن احتمالات. فحتى إذا كان هنالك 1000 احتمال لشيء ما فإن هناك احتمالاً لحدوث هذه الاحتمالات الألف، وحتى الأشياء التي تعتبر مستحيلة مثل اختراق جدار فإن ميكانيكا الكم وبالرغم من تأكيدها على أن احتمالية وقوع هذا الشيء هو من الصغر بحيث أنه قد يتطلب دفع الجدار إلى ما لا نهاية ولكنه احتمال قائم. مجمل القول أن ميكانيكا الكم كانت تؤمن بالاحتمالات وبأنه لا يوجد يقين لا يقبل الشك بنتائج أي تجربة أو نظرية وهذا ما كان يرفضه أينشتاين في نظرية النسبية العامّة، حيث كان يؤمن بأن هناك تنظيماً لكل شيء في الكون، ولكن التجارب المتلاحقة أثبتت خطأ أينشتاين في هذه النقطة.
حاول العديد إيجاد وسيلة للتقريب بين التناسق الرائع للنظرية النسبية وعدم التناسق والاحتماليات غير الحتمية لنظرية الكم، وفي عام 1968 وعندما كان الفيزيائي الإيطالي غابريال فينيزيانو، المتخرج حديثًا يحاول فهم القوة النووية الشديدة اكتشف أن معادلة رياضية قديمة لعالم الرياضيات السويسري ليونارد أولير (1707-1783) تطابق مفهوم القوة النووية الشديدة وكانت هذه المعادلة بمثابة ولادة لنظرية الأوتار. الثورة التي أحدثتها هذه النظرية هي قابلية هذه الأوتار الدقيقة للتمدد إلى غشاء هائل بحجم الكون متعدد الأبعاد، وجود هذا الغشاء الهائل المتعدد الأبعاد يفتح الباب لفكرة جريئة وغريبة وهي أن الكون ما هو إلا غشاء واحد ضمن فضاء أوسع متعدد الأبعاد. ويستعمل البعض مثال الخبز الذي يمكن قطعه إلى عدة شرائح، فالكون ما هو إلا شريحة واحدة فقط وعليه فإن هناك العديد من الأكوان المجاورة وقد تكون هذه الأكوان مشابهة لهذا الكون أو قد تكون خاضعة لقوانين فيزيائية مختلفة تمامًا.

## توحيد القوى الأربعة
الهدف الكبير للفيزياء هو إيجاد نظرية أو علاقة رياضية واحدة تصبح معها القوى الأربعة حالاتٍ خاصة من قوة وحيدة اصطُلح على تسميتها بالقوة الفائقة، ولكن هذا الهدف يواجهه مشكلات عديدة، أهمها وجود نظريتين كبيرتين تسودان الفيزياء، هما: نظرية أينشتاين في النسبية والنظرية الكمية، وحتى الآن لم يتمكن الفيزيائيون من توحيد هاتين النظريتين على نحوٍ كلِيٍّ ومُرضي. تقوم الفيزياء الحديثة على ركيزتين أساسيتين، الأولى هي النظرية النسبية العامة لألبرت أينشتاين، والتي تعطي الإطار النظري لفهم العالم في أبعاده الكبرى: النجوم والمجرات وتجمعات المجرات، وحتى ما وراء المدى البعيد للكون نفسه. أما الركيزة الثانية فهي ميكانيكا الكم، وهي التي تقدم الإطار النظري لفهم العالم في أصغر أبعاده: الجزيئات والذرات وحتى الدقائق تحت الذرة مثل الإلكترونات والكواركاث وبالرغم من إثبات صحة التنبؤات التي بشرت بها كل من هاتين النظريتين، إلا أن الوسائل النظرية في البحث أدت وبشكل لا يقبل الجدل إلى نتيجة غير مريحة في نفس الوقت وهي أن النظرية النسبية العامة ونظرية ميكانيكا الكم، تنفي إحداهما الأخرى بحيث لا بد من أن تكون واحدة منهما فقط على صواب. وهكذا فإن النظريتين اللتين تشكلان أساس التقدم الهائل في الفيزياء خلال المائة عام الماضية غير متوافقتين.
ترى النسبية العامة الكونَ كمتَّصَل مكاني–زماني محدَّب بسبب وجود كتل كبيرة كالشمس؛ وهي تفسر الجاذبية تفسيرًا جيدًا. أما النظرية الكمية فهي تهتم عمومًا بالأجسام الصغيرة، كالجسيمات التي يُعَد تحديبها للمكان–الزمان مهمَلاً لضآلته. تدريجيا أصبحت النظرة السائدة للقوى على أنها تبادُل لجسيمات بين الأجسام المتفاعلة: فتنافُر إلكترونين (التفاعل الكهرومغناطيسي) يتم بسبب تبادُلهما لفوتونات ناقلة، وليس بسبب تَضادِّهما. وقد عُمِّمَتْ هذه النظرة على بقية القوى، فافتُرِضَ أن الجاذبية تسري عبر تبادُل جسيمات تسمى الغرافيتونات. أما التفاعل الضعيف فهو يتم بواسطة جسيمات W ± وZ، فيما التفاعل القوي يتم عبر تبادُل الغلوونات بين الكواركات، تلك الجسيمات التي يُفترَض أنها تؤلف البروتونات والنيترونات. وهكذا صار مشروع توحيد القوى، من هذا المنظور، مرادفًا للبحث عن المركَّبات الأساسية للمادة.
كانت أول محاولة لتوحيد هذه القوى الأربعة في العصر الحديث هي محاولة توحيد القوة الكهرومغناطيسية والقوة النووية الضعيفة تحت مسمى القوة الكهروضعيفة. كان التوحيد مجرد حسابات رياضية وقام العلماء باستنتاج جزيء جديد لحامل هذه القوة الموحدة وسموه «جزيء-z». ولكن المشكلة الرئيسية في هذا التوحيد كانت التنبآت بأن القوتين لن تتوحدا إلا تحت طاقات حرارية هائلة جدًا أعلى حتى من حرارة قعر أضخم نجوم الكون. مثل هذه الحرارة تواجدت في فترة الانفجار العظيم ولكن تم إثبات أن هذه الطاقة الحرارية العالية يمكن بالفعل إنتاجها عن طريق مصادمة جزيء بروتون مع جزيء بروتون مضاد والتي أدت إلى نشوء طاقة هائلة جدًا مقاربة لما كانت عليه حرارة الانفجار العظيم.
بعد إثبات إمكانية الدمج بين القوة الكهرومغناطيسية والقوة النووية الضعيفة استمرت التنبؤات الرياضية تقول بأنه إذا ما تم العودة بالزمن أكثر للوراء وبالتحديد إلى بداية الكون لأصبحت الحرارة أشد بكثير وحينها تذوب أيضا القوة النووية القوية بفعل هذه الحرارة وتتوحد مع النووية الضعيفة والكهرومغناطيسية لتكون قوة واحدة، واسم الجزيء الحامل لهذه القوة هو بوزون، يسمى بوزون X. لكن لم يتم اكتشاف هذا الجزيء بعد.
لهدف توحيد هذه القوى الأربعة يأمل العلماء في التوصل إلى مجموعة من التناظُرات الرياضية التي يُطلَق عليها اسم التناظر المعياري (بالإنجليزية: gauge symmetry) والتي لا يمكن وصفها بكلمات بسيطة. يرتبط التناظر المعياري، بفكرة المعاير (تبديل المستوى أو قيمة الكمية) وتتصف جملة ما بتناظر معياريٍّ، إذا لم تتبدل الطبيعةُ الفيزيائية للجملة نتيجة تحويل من هذا النوع، ولتوضيح الفكرة يستعمل البعض مثال السفر بالقطار فإذا كان المرء مسافرًا، مثلاً، في قطار يسير بسرعة خطِّية منتظمة لما شعر بأثر لحركته؛ أما إذا دار القطار على خطٍّ متعرج فإنه سيشعر بقوة تختلف من نقطة إلى أخرى بحسب السرعة وتقوس الخط. فإذا أجري تحويلاً معياريًّا على أثر الدوران من خلال إدخال حقل جاذبية يعوِّض عن التبدلات من نقطة لأخرى، يعود من جديد ليشعر وكأن القطار ساكن على الرغم من دورانه، بذلك يكون قد جعل قوانين الفيزياء لا تتبدل بالنسبة إلى تحويلات معيارية محلِّية تتعلق بالمسافة.
الهدف الرئيسي هو توحيد القوى السابقة كلِّها مع الجاذبية. وأفضل نظرية مرشَّحة الآن هي نظرية «الأوتار الفائقة» التي تبحث عن تناظر فائق (تناظر افتراضي بين البوزونات والفرميونات، لكل فرميون نظير فائق هو عبارة عن بوزون، والعكس صحيح. تحل مشكلة التناظر الفائق (بالإنجليزية: supersymmetry) هذه المشكلة، وتفترض هذه النظرية أن العالم يتألف من عشرة أبعاد على الأقل: الأبعاد الثلاثة المكانية والبُعد الزمني، إضافة إلى ستة أبعاد جديدة لا يمكن رؤيتها لأنها منطوية على ذاتها (أي أنها صغيرة جدًّا، لا تشعر بها سوى الجسَيمات، مما يسمح بتوحيد هويتها). أما لبنة الكون الوحيدة فهي «الوتر» الذي يمكن أن القول، في تبسيط مفرط، بأن الجسيمات المختلفة تشكِّل «اهتزازات» متباينة له.

## نموذج الوتر
بمقتضى نظرية الأوتار هذه فإن محتويات الكون ليست جسيمات أولية، بل خيوط دقيقة جداً، ذات بُعد واحد أشبه بأشرطة مطاطية متناهية الدقة، تتذبذب إلى الأمام والوراء. وتقول هذه النظرية أن الأوتار مقومات مجهرية فائقة الصغر تتكون منها الجسيمات الدقيقة التي منها تتكون الذرات وعليه فإن لبنات الطبيعة الأساسية تتكون من أوتار دقيقة مهتزة. فإن كان ذلك صحيحًا فإن كل أشكال المادة بدءًا من أجساد الكائنات الحية وانتهاءً بالنجوم البعيدة تتكون في الجوهر من أوتار. لم يشاهد أحد هذه الأوتار ذلك أنها أكثر ضآلة من أن تُرى أو تلاحظ ويبدو العالم وفقا لنظرية الأوتار الفائقة مصنوعا من جسيمات نقطية لأن أدوات القياس الحالية بدائية وبسيطة لدرجة لا تستطيع معها أن تتحسس تلك الأوتار الضئيلة. وطول الوتر، كما يزعم أصحاب هذه النظرية، أصغر بمقدار مئة مليار مليار مرة من نواة الذرة. هذه الصورة تكملة للفكرة القديمة التي أدخلها موري غيل وكازوهيكو نيشيجيما في عام 1961 والتي نصت على أن النيوترونات والبروتونات مصنوعة من كواركات. حيث أضافت نظرية الأوتار الفائقة إن على هذه الكواركات أن تكون مضمومة معًا بقوة ما، وبذلك كانت الصورة أن الأوتار وصف للقوة التي تمسك بالكواركات معاً، على شاكلة نتف من المطاط. ويمكن أن يتخيل المرء بأن الكواركات وكأنها مربوطة عند أطراف هذه الأوتار.
تنص النظرية بأن الوتر (الوحدة البنائية الأساسية للدقائق العنصرية من إلكترونات وبروتونات ونيترونات وكواركات) من المحتمل أن يكون عبارة عن خيط دائري مغلق ومن المحتمل أيضًا أن يكون خيطاً مفتوحاً بطرفين. فبالنسبة للقوى الثلاثة الكهرومغناطيسية والقوة النووية القوية والقوة النووية الضعيفة، يكون الوتر مفتوحاً ذا طرفين «ملتصقين» بغشاء الكون، أما بالنسبة لقوة الجاذبية فالوتر عبارة عن خيط دائري ليس له طرف ليرتبط بهذا الكون بل له الحرية بالدخول والخروج من هذا الكون. ولتوضيح ذلك يُضرب مثال المغناطيس والمسمار، فعندما يجذب المغناطيس المسمار من على سطح الأرض فالجزيئات التي تجذب المسمار إلى المغناطيس مثبت على غشاء الكون. أما القوة المضادة وهي قوة الجاذبية فجزيئاتها تدخل وتخرج من هذا الكون لعدم ارتباطها بالغشاء، لكن لا يوجد حتى الآن أي اثبات عملي على هذا الكلام لأن هذه الأوتار متناهية في الصغر ومن المستحيل رؤيتها لذلك فالطريقة الوحيدة لاختبار هذه النظرية هي البحث عن تنبؤاتها.
من المفترض أن تقوم نظرية الأوتار الفائقة بفهم جميع الأحداث المبكرة عند نشوء الكون ووقوع الانفجار العظيم حيث يعتقد ستيفن هوكينغ أن الحرارة الهائلة للانفجار العظيم تؤدي إلى انعدام الفوارق بين الزمن والفضاء، ويُصبح الزمن بُعدًا فضائيًا، أي أن الزمن «يتفضأ» على حد تعبير هوكنغ. وقد استند هوكنغ إلى الأعداد التخيلية، وطبقها على مفهوم الزمن، «وعند ذلك سيفقد الزمن طابعه الأساسي في جريانه الدائم باتجاه واحد هو المستقبل»، أو ما يُسمى سهم الزمن، وهذا الزمن الخيالي سيؤشر إلى الاتجاهين المتعاكسين. وتصور هوكنغ أن الزمن يرتد إلى الوراء في ظروف خاصة: يحدث هذا كما قال، عندما يكفّ الكون المتحدد حاليًا عن النمو ويبدأ بالتقلص. في عام 2002 ألف هوكينغ كتابه الكون في قشرة جوز وفيه يقول إن الكون بدأ في شكل كرية مفلطحة في أجزاء منها، تشبه قشرة الجوز في حجمها وشكلها وإن الثقوب السوداء لم تعد كاملة السواد، وانما هي تشع وتتبخر لتتلاشى، وحيث ينشأ الكون من بذرة حجمها وشكلها كثمرة جوز.
استنادًا إلى العالم الأميركي براين غرين في كتابه من عام 2000 «الكون الأنيق» (بالإنجليزية: The Elegant Universe) فإنه في ومضات زمنية قصيرة جدًا (نحو واحد على عشرة ملايين التريليونات، التريليونات، التريليونات من الثانية) ومسافة فضائية قصيرة جدًا (نحو واحد من مليار ترليون ترليون من السنتيمتر)، تشوه اضطرابات ميكانيك الكم والفضاء والزمن إلى حد أن المفهوم التقليدي لليسار واليمين والخلف والأمام، والأعلى والأسفل والقبل والبعد يصبح لا معنى له، ويعتقد غرين ان العالم مشرف على ثورة كبرى، ستكشف النقاب عن الطبيعة الجوهرية للزمن والفضاء، هذه ستتمخض عن صوغ لقانون طبيعي جديد بكل معنى الكلمة سيُلزم العلماء على التخلي عن مصفوفة الفضاء - الزمن التي كانوا يتعاملون معها لقرون، مقابل عالم مجرد من الفضاء والزمن.
يعتقد المؤمنون بهذه النظرية بأن هنالك إمكانية حول انبثاق الجوهر من فيزياء الأبعاد الإضافية أكثر من أبعاد الفضاء الثلاثة المعهودة ويتكئون هنا على نظرية الأوتار، التي تتنبأ بوجود عشرة أبعاد، أربعة منها هي أبعادنا الثلاثة المعروفة مضافاً إليها الزمن. أما الستة المتبقية فينبغي أن تكون خفية. وهناك بديل آخر، هو تطوير لنظرية الأوتار، وذلك بإضافة بعد آخر إلى العشرة، ليصبح عدد الأبعاد أحد عشر. وهذا كله بعد الاحتكام إلى الرياضيات لإيجاد حل مفترض للتنسيق بين نظرية النسبية العامة حول الجاذبية، ونظرية ميكانيك الكم التي تتعامل مع أجزاء الذرة.

## الأبعاد الأخرى
مرت نظرية الأوتار بمراحل مختلفة، فمن وتر صغير متحرك تم التقسيم إلى وتر مغلق يمكن أن يتحول إلى وتر مفتوح، ووتر مغلق لا يمكن أن يتحول إلى وتر مفتوح. ثم بدأ تقسيم آخر فيما إذا كان الوتر عبارة عن جسيمات تنقل القوة تسمى البوزونات أو إذا كان الوتر عبارة عن الجسيمات التي تكون المادة والتي تسمى بالفرميونات، ثم تطور الأمر إلى محاولة التوافق بين البوزون والفرميون تحت نظرية التناظر الفائق (تناظر افتراضي بين البوزونات والفرميونات، لكل فرميون نظير فائق هو عبارة عن بوزون والعكس صحيح). يختلف عدد الأبعاد الكونية الأخرى حسب هذه التقسيمات وفيما يلي قائمة توضيحية بالأبعاد الافتراضية.

### نظرية الأوتار الفائقة
استنادا إلى نظرية الأوتار الفائقة فإن الكون ليس وحيدًا، وإنما هناك أكوان عديدة متصلة ببعضها البعض، ويرى العلماء أن هذه الأكوان متداخلة ولكل كون قوانينه الخاصة به، بمعنى أن الحيز الواحد في العالم قد يكون مشغولاً بأكثر من جسم ولكن من عوالم مختلفة، وبحسب هذه النظرية فإن الكون ليس إلا سيمفونية أوتار فائقة التذبذب، فالكون عزف موسيقي ليس إلا ومن الممكن معرفة الكون ومما يتكوّن من خلال معرفة الأوتار ونغماتها، فالكون يتصرف على نمط العزف على الأوتار.
| نظريات الأوتار | نظريات الأوتار | نظريات الأوتار |
| نوع النظرية    | عدد الأبعاد    | موجز |
| -------------- | -------------- | --- |
| البوزونية      | 26             | حسب هذه النظرية فالوتر عبارة عن جسيمات تنقل القوة فقط وقد يكون الوتر مفتوحًا أو مغلقًا. لكن المشكلة الرئيسية هنا هو أن الوتر عبارة عن جسيم ذو كتلة افتراضية تخيلية وتم إطلاق تسمية تاكيون على هذا الجسيم. |
| I              | 10             | حسب هذه النظرية هناك تناظر فائق بين البوزون والفرميون أي أن لكل بوزون نظير فرميوني ولكل فرميون نظير بوزوني.                                                                                             |
| IIA            | 10             | حسب هذه النظرية هناك تناظر فائق لكن الوتر هو من النوع المغلق فقط ولا تعترف بوجود جسيم ذو كتلة افتراضية (تاكيون).                                                                                        |
| IIB            | 10             | حسب هذه النظرية هناك تناظر فائق للوتر المغلق فقط بالإضافة إلى أن الوتر يتحرك باتجاه واحد فقط. |
| HO             | 10             | هناك تناظر فائق في الوتر من النوع المغلق فقط وهناك اختلاف في الوتر المتحرك يسارًا عن الوتر المتحرك يمينًا.                                                                                                |
| HE             | 10             | نفس التناظر السابق مع اختلاف طفيف في تناسق الوتر والصيغة الرياضية للتناسق. |

كان هنالك اعتقاد في السابق بأن كل نظرية من النظريات المذكورة أعلاه مستقلة عن بعضها البعض لكنه تم التوصل إلى اكتشاف نوع من العلاقة بينها وسميت هذه العلاقة بالثنائيات (بالإنجليزية: Dualities) ومعناها أن كل نظرية يمكن تحويلها إلى نظرية أخرى.

## العلاقة مع النظرية النسبية
النظرية النسبية العامّة هي نظرية نشرها ألبرت أينشتاين في عام 1915. وهي تمثل الوصف الحالي للجاذبية في الفيزياء الحديثة. كما أنها تعميم للنظرية النسبية الخاصة، حيث توحد بين النسبية الخاصة وقانون نيوتن للجاذبية، وتصف الجاذبية كخاصة لهندسة المكان والزمان، أو ما يعرف بالزمكان.
وأضافت النظرية النسبية العامة فكرة تقعر الفراغ بوجود المادة، وهو الأمر الذي يعني أن الخطوط المستقيمة تتشوه بوجود الكتلة، وأثبتت النظرية النسبية العامة عندما تحقق تنبؤ أينشتاين بالتباعد الظاهري لنجمين في فترة كسوف الشمس وذلك يعود إلى تشوه مسار الضوء القادم من النجمين بسبب مرورهما قرب الشمس ذات الكتلة العالية نسبيًا وبالتالي تقوس خط سير الضوء القادم من النجمين.

## العلاقة مع نظرية الكم
ميكانيكا الكم نظريّة فيزيائية أساسية، جاءت كتعميم وتصحيح لنظريات نيوتن التقليدية في الميكانيكا. وخاصةً على المستوى الذري ودون الذري. تسميتها بميكانيكا الكم يعود إلى أهميّة الكم في بنائها (وهو مصطلح فيزيائي يستخدم لوصف أصغر كمّية يمكن تقسيم الأشياء إليها، ويستخدم في للإشارة إلى كميات الطاقة المحددة التي تنبعث بشكل متقطع، وليس بشكل مستمر). كثيرًا ما يستخدم مصطلحي فيزياء الكم والنظرية الكمومية كمرادفات لميكانيكا الكم. وبعض الكتّأب يستخدمون مصطلح ميكانيكا الكم للإشارة إلى ميكانيكا الكم غير النسبية.

## الصعوبات الرئيسية في الفكرة
استنادًا إلى جون شوارتز، أستاذ الفيزياء بمعهد كاليفورنيا التقني (كالتيك)، هناك العديد من الصعوبات التي تواجه نظريات الأوتار، منها:
- ذلك الجسيم عديم الكتلة (الوتر عبارة عن جسيم ذو كتلة افتراضية تخيلية وأطلقت تسمية تاكيون على هذا الجسيم) الذي تفرزه الرياضيات إلزاميًا ولا ينتمي إلى مجموعة الجسيمات التي يصادفها المرء في العمليات النووية.
- إن تماسك النظرية رياضيًا يتطلب أن يكون الزمكان ذا أبعاد أكثر من أربعة.
- عشرة أبعاد إضافية مسألة خطيرة جدًا في مجال توصيف الجسيمات النووية، ذلك أنه من المعلوم حق العلم أنه يوجد ثلاثة أبعاد مكانية وواحد زمني، وأن الموقف لا يحتمل مطلقا أبعادًا إضافية.
- إحدى المسائل البارزة في برنامج الأوتار الفائقة هي مسألة تحديد الشكل الخاص الذي تتخذه الأبعاد الإضافية في التفافها على نفسها.
- النظرية ليست مفهومة فهماً كاملاً والمشكلة الكبرى تكمن في محاولة فهم لماذا يجب أن يكون واحد من هذه الحلول أفضل من سواها. لا يوجد في المرحلة الراهنة أية طريقة للاختيار بين هذه الحلول سوى القول بأن أحدها يتفق مع الطبيعة بشكل أفضل من غيره لكن لا يوجد معيار رياضي لاختيار الأفضل.
- التعويل على فكرة أن العالم قائم حقا على مبادئ رياضية وأنه يوجد تفسير منطقي لكل شيء، والرياضيات طريقة لوصف الأشياء بشكل منطقي.
- صعوبة، بل استحالة، اختبار النظرية بصورة عملية في المختبر بسبب الحيز الذي هو عبارة عن مسافات بالغة الصغر.